# Хронологија СФРЈ и СКЈ децембар 1966.
Хронолошки преглед важнијих догађаја везаних за друштвено-политичка дешавања у Социјалистичкој Федеративној Републици Југославији (СФРЈ) и деловање Савеза комуниста Југославије (СКЈ), као и општа политичка, друштвена, спортска и културна дешавања која су се догодила у току децембра месеца 1966. године.
| ← новембар | ← новембар | ← новембар | ← новембар | ← новембар | ← новембар | ← новембар | ← новембар | ← новембар | Хронологија СФРЈ и СКЈ током 1966. године | Хронологија СФРЈ и СКЈ током 1966. године | Хронологија СФРЈ и СКЈ током 1966. године | Хронологија СФРЈ и СКЈ током 1966. године | Хронологија СФРЈ и СКЈ током 1966. године | Хронологија СФРЈ и СКЈ током 1966. године | Хронологија СФРЈ и СКЈ током 1966. године | Хронологија СФРЈ и СКЈ током 1966. године | Хронологија СФРЈ и СКЈ током 1966. године | Хронологија СФРЈ и СКЈ током 1966. године | Хронологија СФРЈ и СКЈ током 1966. године | Хронологија СФРЈ и СКЈ током 1966. године | Хронологија СФРЈ и СКЈ током 1966. године | Хронологија СФРЈ и СКЈ током 1966. године | Хронологија СФРЈ и СКЈ током 1966. године | јануар ’67. → | јануар ’67. → | јануар ’67. → | јануар ’67. → | јануар ’67. → | јануар ’67. → | јануар ’67. → |
| 1          | 2          | 3          | 4          | 5          | 6          | 7          | 8          | 9          | 10                                        | 11                                        | 12                                        | 13                                        | 14                                        | 15                                        | 16                                        | 17                                        | 18                                        | 19                                        | 20                                        | 21                                        | 22                                        | 23                                        | 24                                        | 25            | 26            | 27            | 28            | 29            | 30            | 31            |

### 1. децембар
- У незваничној посети Социјалистичкој Републици Румунији, од 1. до 3. децембра, на позив генералног секретара Румунске комунистичке партије Николаја Чаушескуа, боравио председник СФРЈ и СКЈ Јосип Броз Тито. У току посете, Тито је у Темишвару водио разговоре са Чаушеском и Јоном Георгом Маурером, председником Савета Министара СР Румуније, током којих су размењена мишљења о међународном ситуацији, као и ситуацији у међународном комунистичком и радничком покрету. Била је ово друга Титова посета Румунији, у току 1966. године, где је већ боравио од 18. до 23. априла.[1][2][3][4][5]

### 2. децембар
- У Београду одржана седница Опуномоћства ЦК СКЈ за организацију Савеза комуниста у ЈНА на којој је расправљано о реорганизацији Савеза комуниста у Југословенској народној армији (ЈНА), у складу са одлукама Петог пленума ЦК СКЈ. Одлучено је да се у Опуномоћству, раздвоје функције секретара руководства СК од војних функција — чиме су укинуте функције политичког секретара и секретара Опуномоћства, које су вршили Иван Гошњак (политички секретара) и Јефто Шашић и Вељко Ковачевић (секретари), а за новог секретара Опуномоћства именован је Анте Банина. Након Деветог конгреса СКЈ, 1969. конституисана је Конференција Организације СК у ЈНА као највише партијско руководство у армији, које је непосредно било везано за Председништво СКЈ.[6][2][7]

### 3. децембар
- У Београду одржан заједнички састанак Комисије за међународне везе Централног комитета СК Југославије и Комисије за међународну сарадњу и везе Савезне конференције ССРН Југославије. На састанку је Вељко Влаховић поднео извештај о посети делегације СКЈ Комунистичкој партији Италије, а Вида Томшич о 37. конгресу Социјалистичке партије Италије.[2]

### 5. децембар
- У једнодневној посети Југославији, боравио први секретар КП Бугарске и председник министарског савета НР Бугарске Тодор Живков, који је у повратку из Будимпеште свратио у Београд. У току разговора са председником СФРЈ Јосипом Брозом Титом, размењена су мишљења о актуелним проблемима у свету и међународном комунистичком и радничком покрету, као и билатералним односима.[8][2][9][10]

### 6. децембар
- У Љубљани Извршно веће Скупштине СР Словеније, предвођено Јанком Смолеом, поднело оставку због „заоштравања одговорности према остваривању привредне реформе”. Узрок подношења оставке, било је неслагање скупштинских већа Скупштине СР Словеније током расправе о законском предлогу Извршног већа о највишим стопама доприноса за здравствене услуге и о материјалном положају здравствене делатности. Крајем децембра Скупштина СР Словеније је усвојила спорни Закон, а Извршно веће је повукло оставку. Био је ово први такав случају и послератној југословенској скупштинској пракси, који је изазвао велику пажњу политичке јавности. Смоле је дужност председника Извршног већа наставио да обављао до маја 1967, када је постао савезни секретар са финансије.[2]
- У Београду председник СФРЈ Јосип Броз Тито примио чланове Врховног суда Југославије, на челу са председником Врховног суда Блажом Јовановићем и представнике републичких врховних судова, међу којима су били Илија Дошен, Јосиф Маловић, Младен Везилић, Максимилијан Баће, Тихомир Јанић и др. У току састанка они су председника Тита информисали о досадашњем раду судова у Југославији и проблемима у свакодневној пракси.[8][11]

### 7. децембар
- У Београду одржана заједничка седница Председништва и Извршног комитета ЦК СКЈ, под председништвом Јосипа Броза Тита. На седници је разматрана политичка ситуација након Четврте и Пете седнице ЦК СКЈ, идејне и политичке акције у наредном периоду и непосредни задаци Савеза комуниста, као и неки актуелни међународни проблеми.[8][2][12]

### 9. децембар
- У Београду одржана седница Савезног већа Савезне скупштине на којој је разматран и усвојен Извештај о противуставној делатности групе око Александра Ранковића у злоупотребљавању Службе државне безбедности у политичке сврхе, који је израдила Комисија СИВ-а, на челу са Авдом Хумом, а 1. децембра усвојило Савезно извршно веће. Комисија, која је формирана у септембру, извештај је израдила на основу извештаја савезног јавног тужиоца од 19. новембра и ранијих извештаја Комисије Извршног комитета ЦК СКЈ и Војнотехничке комисије. Усвајањем извештаја, потврђена је одлука председника СФРЈ да се одустане од кривичног гоњења Александра Ранковића, Светислава Стефановића и још бивших функционера службе безбедности.[13][14]
- У Белгији, од 9. до 12. децембра, на позив Комунистичке партије Белгије, боравила делегација СКЈ, коју је предводио члан Извршног комитета ЦК СКЈ Будислав Шошкић. Делегација је 10. и 11. децембра присуствовала 17. конгресу КП Белгије.[2]

### 26. децембар
- Председник СФРЈ Јосип Броз Тито боравио у Пули, где је посетио Бродоградилиште „Уљаник”. У Дому бродоградилишта, Тито је у оквиру телевизијске емисије Актуелни разговори узео учешће у разговору и дао одговоре на извесна питања друштвено-политичких, просветних и здравствених радника Пуле и представника више радних колектива из разних места Југославије.[8][15][16][17]